# Hiroki Maeda
Hiroki Maeda (født 9. april 1994) er en japansk fodboldspiller, som spiller for den japanske fodboldklub Giravanz Kitakyushu.